# Кихоку (Эхиме)
Кихоку (яп. 鬼北町 Кихоку-тё:) — посёлок в Японии, находящийся в уезде Китаува префектуры Эхимэ. Площадь посёлка составляет 241,87 км², население — 10 923 человека (1 августа 2014), плотность населения — 45,16 чел./км².

## Географическое положение
Посёлок расположен на острове Сикоку в префектуре Эхимэ региона Сикоку. С ним граничат города Увадзима, Сейё и посёлки Мацуно, Юсухара, Симанто.

## Население
Население посёлка составляет 10 923 человека (1 августа 2014), а плотность — 45,16 чел./км². Изменение численности населения с 1980 по 2005 годы:
| 1980 | 15 602 чел. |  |
| 1985 | 14 970 чел. |  |
| 1990 | 14 174 чел. |  |
| 1995 | 13 706 чел. |  |
| 2000 | 13 080 чел. |  |
| 2005 | 12 432 чел. |  |

## Символика
Деревом посёлка считается Chamaecyparis obtusa, цветком — рододендрон.